# 踏访龙的国土
《踏访龙的国土》是由诗琳通公主写作的一部游记，讲述的是1981年5月12日至5月20日，诗琳通公主首次访华；在中国的北京市，陕西省西安市，四川省成都市、都江堰市，云南省昆明市以及香港等地游览了9天。中文版标题由诗琳通公主御笔题写。
2011年8月17日，泰国朱拉隆功大学举办“踏访龙的国土”30周年演讲会。

## 内容

### 第1天（1981年5月12日）
通过香港机场中转抵达北京市，参观天坛和人民大会堂。

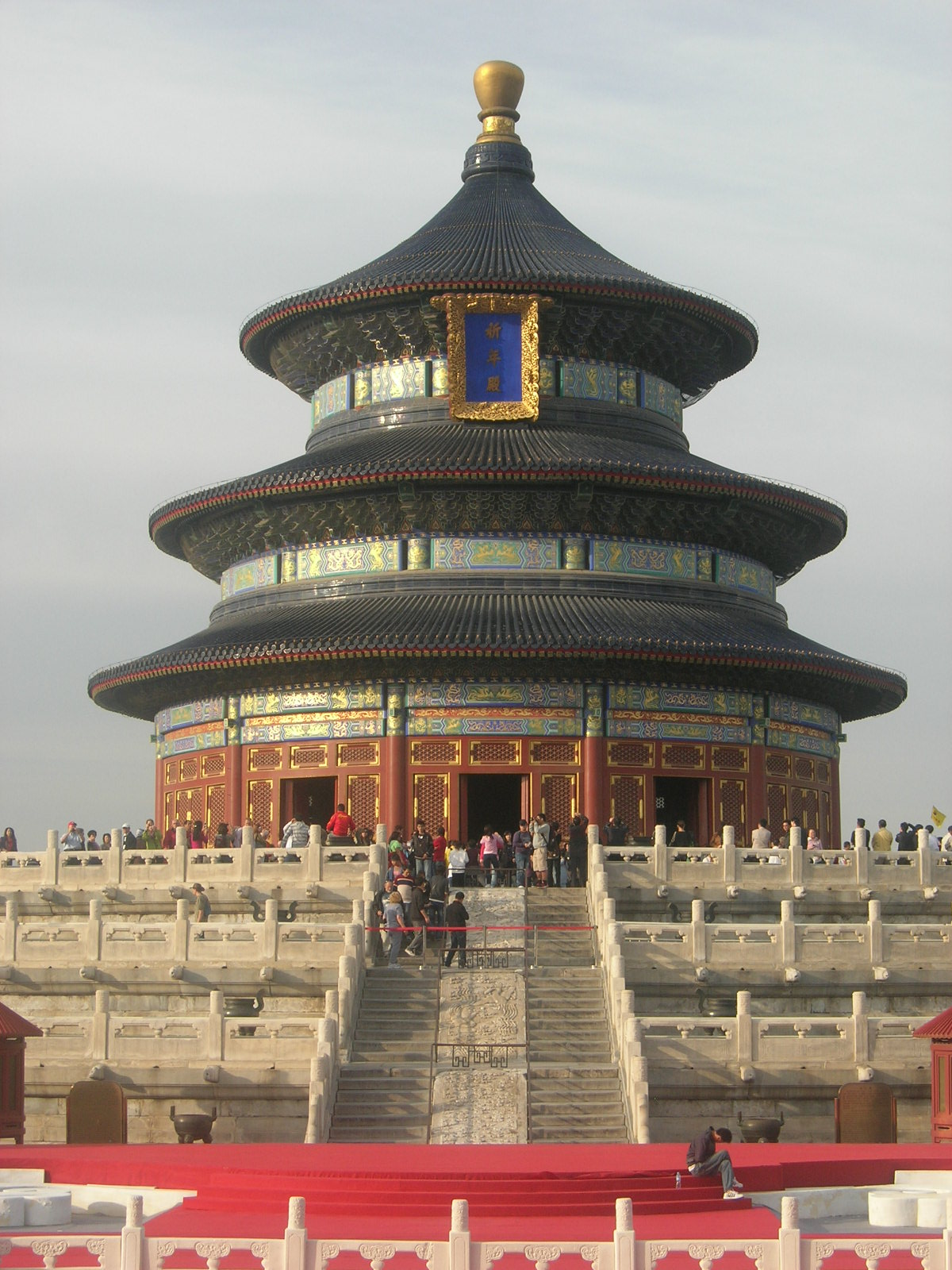
天坛祈年殿

### 第2天（1981年5月13日）
参观八达岭长城。

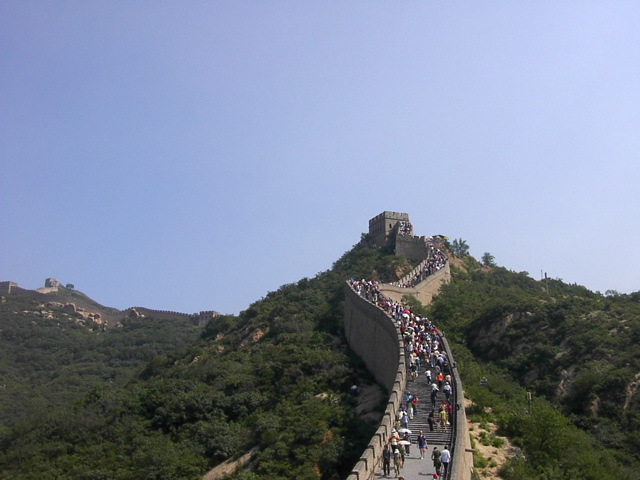
八达岭长城

### 第3天（1981年5月14日）
参观故宫、颐和园。

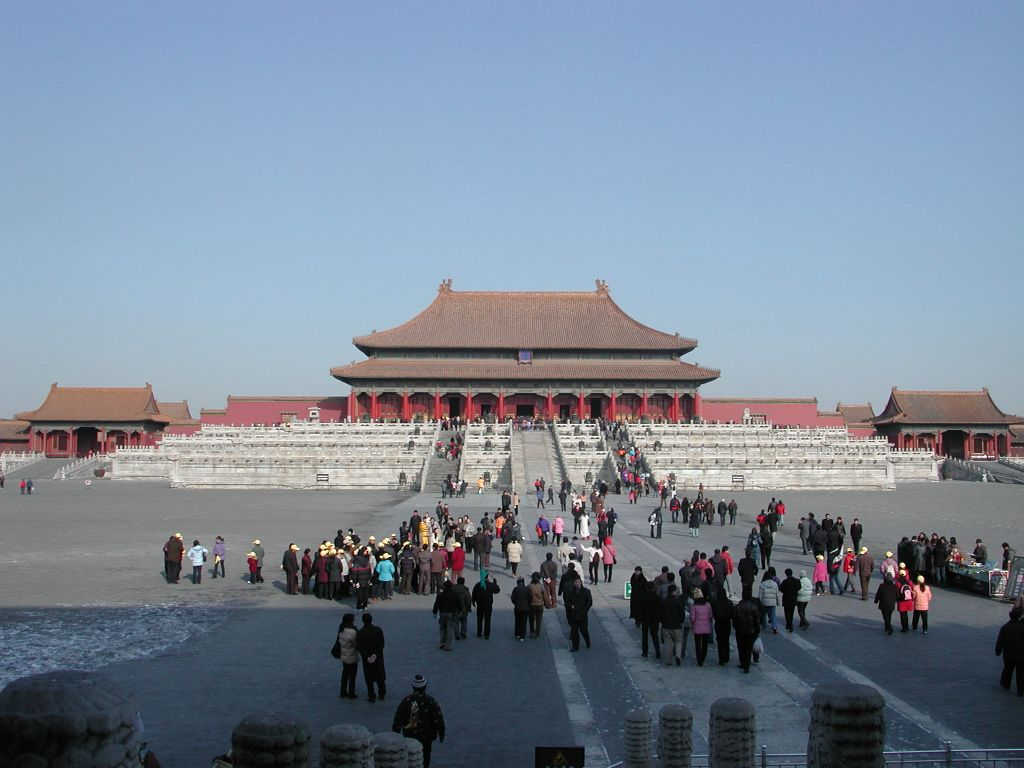
故宫

### 第4天（1981年5月15日）
从北京市来到西安市，视察当地的农业发展。

### 第5天（1981年5月16日）
参观陕西省博物馆，从西安市出发，来到成都市。

### 第6天（1981年5月17日）
在成都市参观农业发展后，出发至昆明市。

### 第7天（1981年5月18日）
身穿白衬衫配红直筒裙，参观石林风景名胜区，学习汉语。

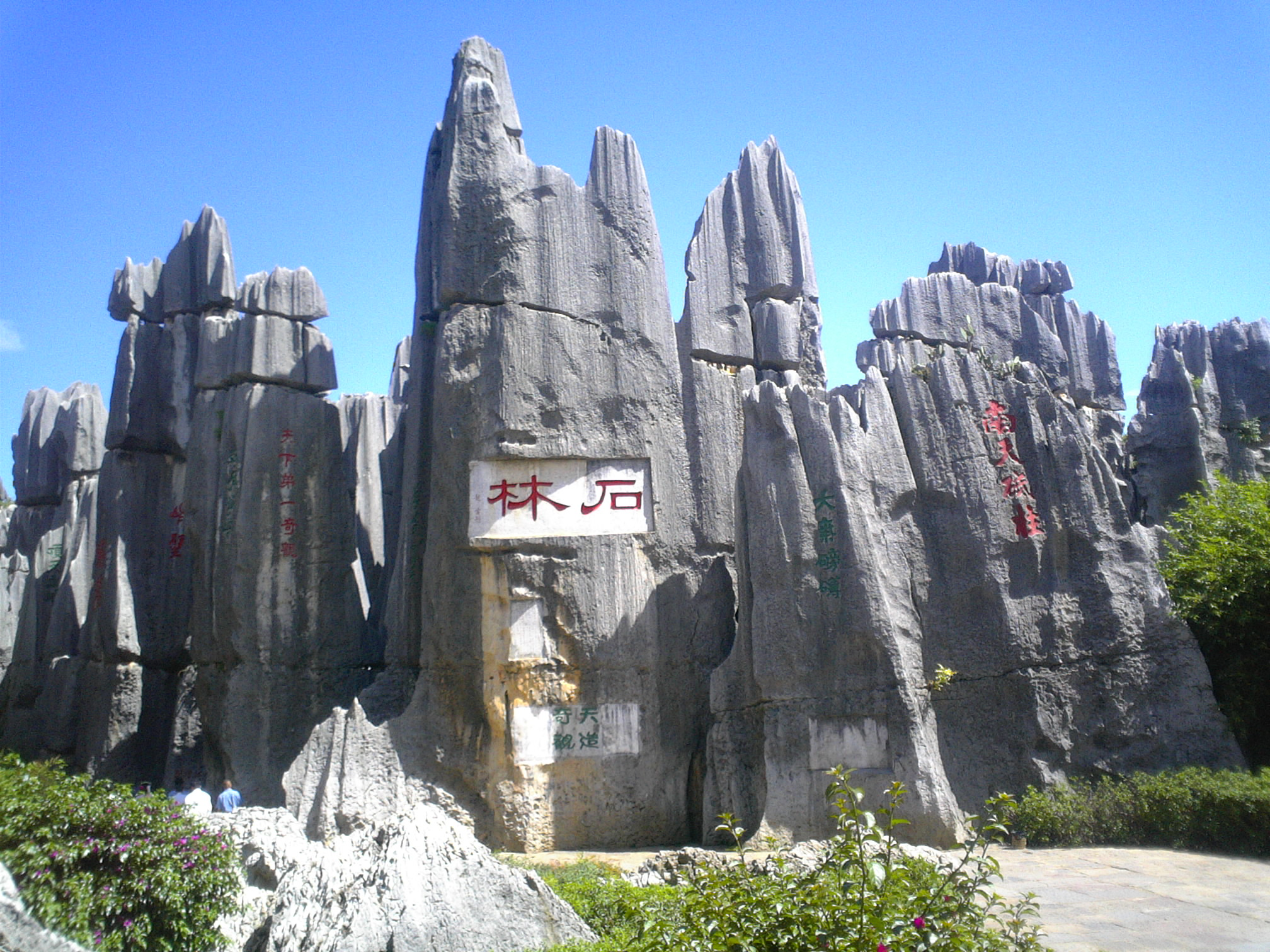
石林

### 第8天（1981年5月19日）
参观昆明湖、五百罗汉寺。

### 第9天（1981年5月20日）
到香港海洋公园观看海狮和海豹。

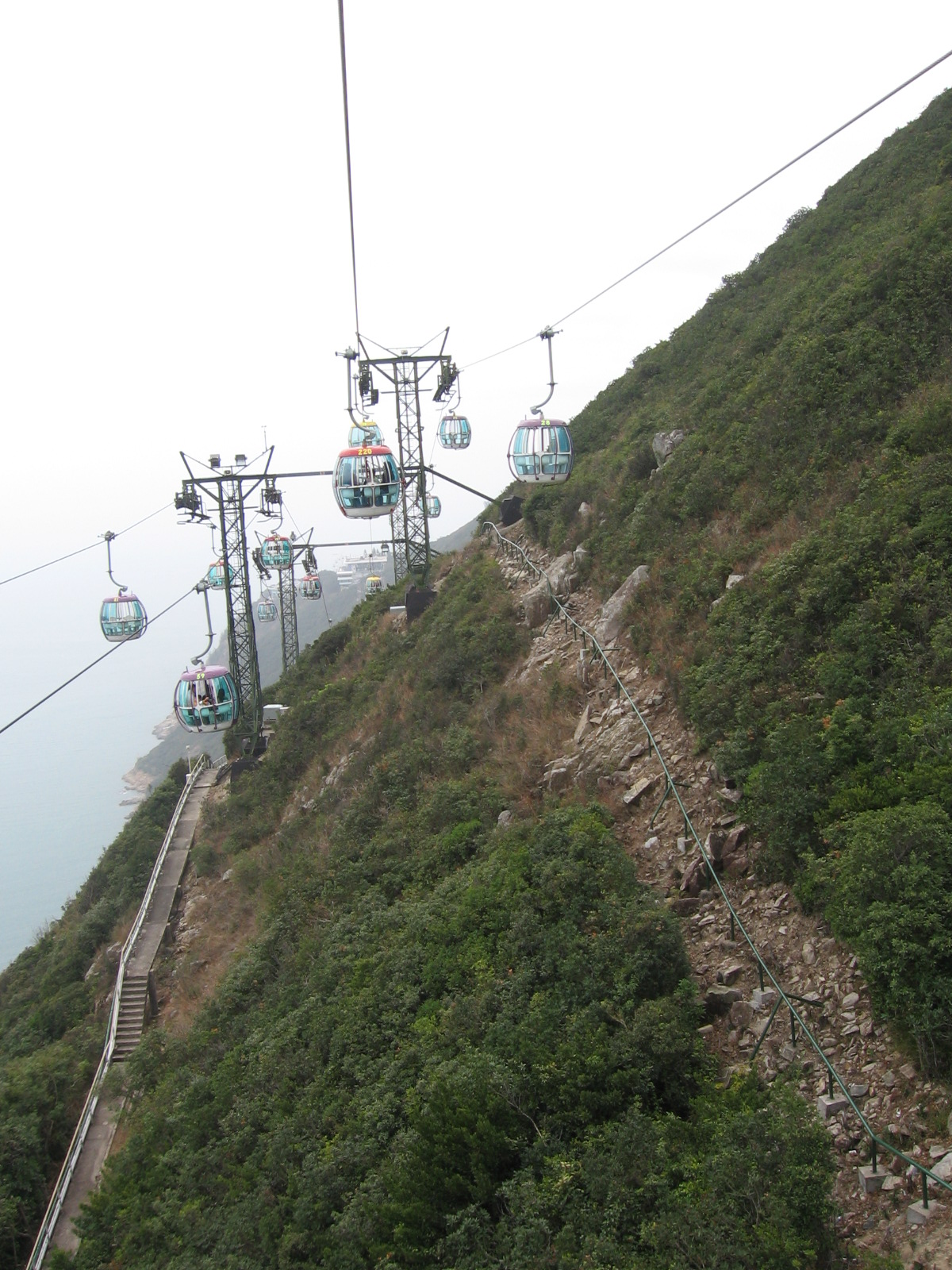
香港海洋公园缆车